# Donáth Anna
Donáth Anna Júlia (Budapest, 1987. április 6. –) magyar politikus, szociológus, európai parlamenti képviselő. 2017-től 2020-ig a Momentum Mozgalom elnökségi tagja, illetve 2018 és 2020 között alelnöke. A 2018-as országgyűlési választáson Budapest 10. számú országgyűlési egyéni választókerületében a párt képviselőjelöltje volt. A 2019-es európai parlamenti választáson a Momentum listájának 2. helyéről szerzett mandátumot. 2021 novemberétől 2022 májusáig, majd 2023 decemberétől 2024 júniusáig a Momentum elnöke volt. A Momentum 2024-ben megtartott európai parlamenti és önkormányzati választásokon elszenvedett veresége után lemondott pártelnöki tisztéről.
2023-ban a Forbes őt választotta a 10. legbefolyásosabb magyar nőnek a közéletben.

## Családi háttere
Édesapja Donáth László evangélikus lelkész, egykori MSZP-s országgyűlési képviselő volt, édesanyja Muntag Ildikó könyvtáros, tanár, mentálhigiénés szakember. Apai nagyapja Donáth Ferenc politikus, a Nagy Imre-per másodrendű vádlottja, apai nagyanyja pedig Bozóky Éva író. Anyai nagyapja Muntag Andor evangélikus lelkész, teológiai ószövetségi professzor. Anyai nagyanyai dédapja Bartucz Lajos antropológus, egyetemi tanár. Két testvére van, Mirjam (1980) és Dávid (1984).

## Tanulmányai
A békásmegyeri Veres Péter Gimnáziumban érettségizett 2005-ben, majd felsőfokú tanulmányait 2006 és 2012 között az ELTE Társadalomtudományi Kar szociológia szakán folytatta. 2008–2009-ben az Amszterdami Szabadegyetemen tanult szociológiát, valamint 2010–2012 között az Amszterdami Egyetemen migrációs és etnikai tanulmányokat végzett. 2010-ben részt vett az első Etnikai és Migrációs Tanulmányok Nyári Iskolán a révkomáromi Selye János Egyetemen. 2007 és 2011 között az ELTE Angelusz Róbert Társadalomtudományi Szakkollégium tagja volt.

## Pályafutása
Gyakornokként dolgozott az Európai Bizottságnál és az Európai Kulturális Alapítványnál. Korábban a Menedék Migránsokat Segítő Egyesület projektmenedzsere volt. Anyanyelvén kívül angolul, németül és hollandul beszél.
A Momentum Mozgalmat 2016 nyarán ismerte meg. A NOlimpia-kampány idején, 2017 januárjában az egyesület elnökségi tagja, és az abból alakulandó párt bemutatkozó eseményén is ott volt. A 2018-as országgyűlési választáson körzetében pártja akkori legjobb eredményét, 3,94 százalékot ért el.
Nem sokkal később, 2018. június. 10-én a párt tisztújításán két évre újra elnökségi taggá választották, majd Fekete-Győr András pártelnök felkérte alelnöknek. A 2019-es európai parlamenti választáson a párt EP-listájának második helyén indult és szerzett mandátumot.
A túlóratörvény (2018. évi CXVI. törvény) elleni tüntetésen, 2018 decemberében előállították, majd rendőrségi eljárás indult ellene, véleménye szerint azért, „mert a rendőröknek háttal állva meggyújtott[] és a magasba tartott[] egy füstgyertyát.” A készenléti rendőrök a földre rántották, behúzták a rendőrsorfal mögé, majd előállították és kétrendbeli szabálysértéssel vádolták meg. Miután EP-mandátumot szerzett a 2019. május 26-ai választáson, mentelmi jog illette meg, de mivel a rendőrségi eljárás még a választásig sem zárult le, május 29-én lemondott mentelmi jogáról.
A 2020. június 7-ei tisztújításon nem került be a párt elnökségébe, azonban 2021. november 21-én, a Fekete-Győr András lemondása utáni időközi elnökválasztást megnyerve a Momentum elnöke lett. A ciklus letelte után kiírt 2022. május 29-ei elnökségi tisztújításon nem indult el, döntését gyermeke születésével indokolta.
2023. február 4-én, évértékelő beszédével jelent meg újra a nyilvánosság előtt, majd ő lett az arca a Momentum országos plakátkampányának is, hogy egyértelművé váljon, a párt rá építi a jövőjét.
A Momentum 2024-ben megtartott európai parlamenti és önkormányzati választásokon elszenvedett veresége után 2024. június 10-én lemondott pártelnöki tisztéről.

## Díjai, elismerései
- Magyar Toleranciadíj (2021)

## Magánélete
Férje holland nemzetiségű. Fia 2022. október 3-án született meg.